# Flughafen Mobile (Regional)

i7
i11
i13
Der Mobile Regional Airport (IATA-Code: MOB, ICAO-Code: KMOB) ist ein öffentlicher Flughafen auf 67 m Seehöhe 21 km westlich von Mobile, Alabama, in den Vereinigten Staaten. Die Fläche des Flughafens beträgt 695 ha. Er hat zwei Asphaltpisten mit 2591 m und 1334 m Länge und einen Hubschrauberlandeplatz (Helipad).

## Geschichte
1929 kaufte die Stadt Mobile Ackerland von Cecil Bates, einem ehemaligen Bürgermeister von Mobile, und schenkte den Mobilianern Bates Field, ihren ersten städtischen Flughafen und einen Teil des heutigen Brookley Complex. Eastern Air Lines bediente Mobile von den 1930er Jahren bis 1991. In den 1930er Jahren hielt ein täglicher Flug von Eastern zwischen Newark und San Antonio am heutigen Mobile International Airport. Im Jahr 1938 kaufte das US Army Air Corps den städtischen Flughafen Bates Field und gründete das Brookley Army Air Field, das 1948 in Brookley Air Force Base umbenannt wurde. Bates Field verlegte seinen Standort etwa 10 Meilen nach Westen und ist heute als Mobile Regional Airport bekannt.
Eastern Airlines war zuerst in Mobile, am Flughafen südlich der Stadt, bis sie und National etwa 1941 zum heutigen Flughafen zogen. In den 1960er Jahren flog Eastern Airlines mit Lockheed L-188 Electra nach Mobile, dann Boeing 727-100 und Douglas DC-9 hauptsächlich nach Atlanta. Eastern flog Mobile bis zu seinem Ende im Jahr 1991 an. National Airlines Jacksonville-New Orleans-Flüge hielten ab etwa 1939 am Flughafen südlich von Mobile an. National flog ab 1962–63 Lockheed L-188 Electra, später ihre Boeing 727-200 nonstop nach New Orleans und Houston.
Capital Airlines begann 1948 mit Flügen in Mobile.  United beendete den Hauptliniendienst nach Mobile im Jahr 1971, aber Regionaljets von United Express bedienen den Flughafen immer noch. Southern Airways kam 1950–51 in Mobile an.
In den 1960er Jahren hatte die Basis in Brookley fast 13.000 Mitarbeiter. Als Brookley im Juni 1969 offiziell schloss, verloren fast 10 % der lokalen Belegschaft ihren Arbeitsplatz. Dies war die größte Basisschließung in der Geschichte.
United Airlines erwarb Capital Airlines 1961 und bediente Mobile mit Douglas DC-6B und Vickers Viscount von Capital. Die ersten Jets von Mobile waren United Sud Aviation Caravelle nach Newark über Birmingham im April 1962.
1966 erwarb die US-Küstenwache die leer stehende Einrichtung der US Air Force Reserve auf dem Flugplatz. Am 17. Dezember 1966 beauftragte die Küstenwache offiziell eine Flugstation in Mobile mit Grumman HU-16 Albatross-Starrflügelflugzeugen von der Flugstation der Küstenwache im nahe gelegenen Keesler Air Force Base in Biloxi. Die Küstenwache richtete am Flughafen auch eine Trainingseinrichtung für Flächenflugzeuge und Hubschrauber ein. Die Air Station Mobile der US-Küstenwache dient als Luftfahrtausbildungszentrum die unter der direkten Kontrolle des Kommandanten der Küstenwache steht.
Die County Commission genehmigte 1977 den Ausbau des Mobile Municipal Airport und die Gründung der Mobile Airport Authority durch den Alabama State Legislation Airport, der von Eastern Airlines, Southern Airways und National Airlines bedient wird. Am 20. Juni 1978 Spatenstich für die Erweiterung der Landebahn des Flughafens. Im Juni 1979 startet Texas International Airlines Flüge von Mobile.
Nach der Übernahme von National bedienten Pan Am mit Boeing 727 den Flughafen bis 1981. Im Dezember 1982 wird die Airport Authority (Flughafenbehörde) Eigentümer und Betreiber des Mobile Municipal Airport, des Brookley Downtown Airport und des Brookley Industrial Complex (jetzt Brookley Aeroplex). In den 1970er Jahren flog Southern Douglas DC-9 nonstop nach Atlanta und New Orleans. Southern fusionierte mit North Central Airlines zu Republic Airlines, die von Northwest Airlines übernommen wurde und von Mobile mit DC-9 zum Northwest-Drehkreuz in Memphis weiterfuhr. Northwest fusionierte schließlich mit Delta Air Lines. Ab 1981 flogen Boeing 727-200 von American Airlines nach Dallas/Fort Worth via Jackson (Mississippi) or New Orleans, LA. American also flew to its hub in Nashville from the mid-1980s to the early 1990s before the airline closed that hub.
USAir (später US Airways und jetzt mit American Airlines verschmolzen) flog Mitte der 1990er Jahre nonstop mit McDonnell Douglas DC-9-30 und Fokker 100 nach Charlotte (North Carolina). Continental Airlines flog Ende der 1990er Jahre Boeing 737-200 und McDonnell Douglas DC-9-30 nonstop zum Houston Intercontinental Airport. Continental ist inzwischen mit United Airlines fusioniert. Das MC Farmer Terminal wurde 1985 fertiggestellt.
United Airlines bediente über United Express Mobile von seinen Drehkreuzen in Chicago (ORD) und Washington D.C. (IAD). Nach den Anschlägen vom 11. September 2001 stornierte United alle Dienste bei Mobile. United Express hat nach der Fusion von United mit Continental Airlines den Nonstop-Service nach Houston (IAH) und Chicago (ORD) wieder aufgenommen. Am 5. September 2018 stellte United Flüge nach Chicago (ORD) wegen geringer Nachfrage ein. American Airlines stellte die Flüge nach Chicago (ORD) im April 2007 wieder her, beendete sie jedoch im September 2008. Flog aber weiterhin nach Charlotte und Dallas/Fort Worth mit Embraer ERJ-Flugzeugen seiner American Eagle-Tochtergesellschaft. Nach der Fusion mit Continental Airlines im Jahr 2012 nahm United Airlines (über ihre regionale Tochtergesellschaft United Express, die von ExpressJet betrieben wird) die Flüge zu ihrem Drehkreuz in Houston (IAH) an allen sieben Wochentagen wieder auf. United Express nahm am 9. April 2013 den Dienst zum Hub in Chicago (ORD) wieder auf.

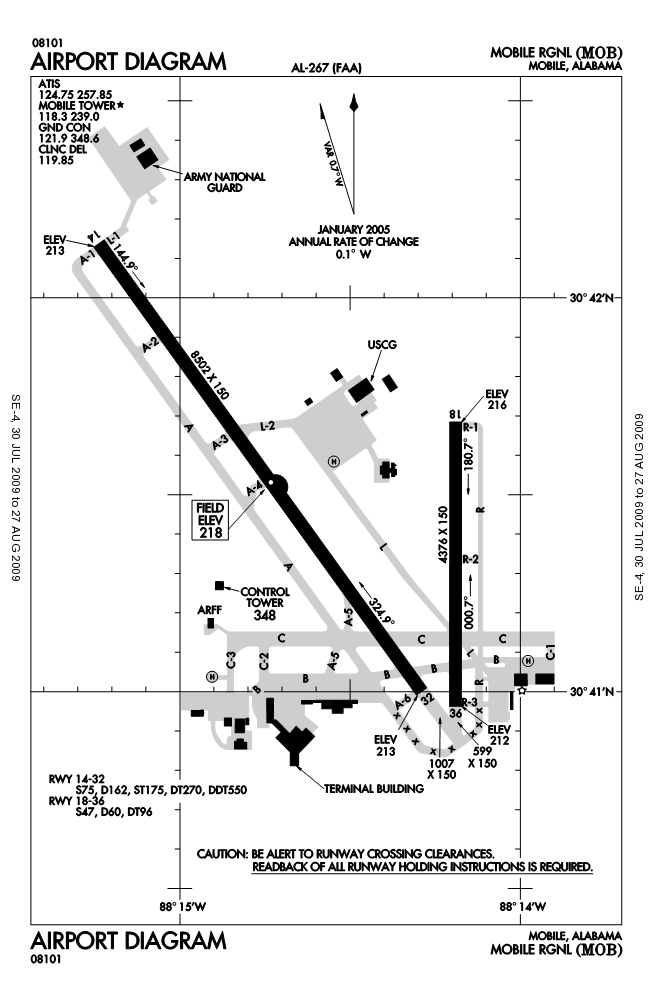

## Flugbetrieb
Im Jahre 2017 wurden 610.000 Passagiere befördert. Im Jahre 2021 haben 75.034 Flugbewegungen stattgefunden, davon 3.973 lokale Bewegungen, 6.871 Zwischenlandungen, 6.292 Air-Taxi-Flüge, 53.860 militärische Flüge und 4.038 Frachtflüge. 6 einmotorige Flugzeuge und 25 Militärflugzeuge waren 2021 hier stationiert.
Die wichtigste Fluggesellschaften für den Flughafen sind heute Delta Airlines, United Airlines und American Airlines.